# Норт-Гренвілл

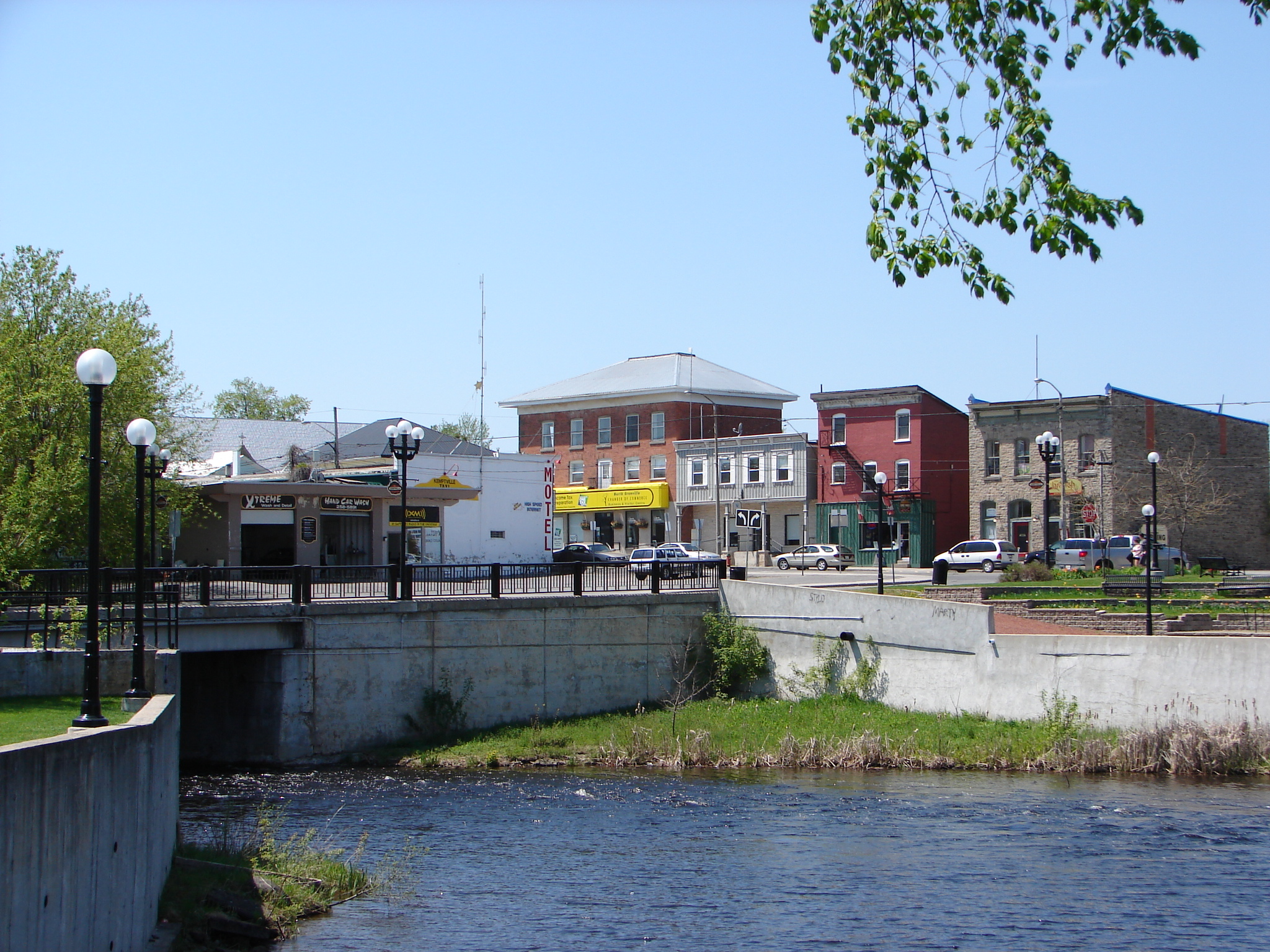
Кемптвілл, найбільша громада в Північному Ґренвіллі

Норт-Ґренвілл, Північний Ґренвілл — селище у східному Онтаріо, Канада, в об'єднаних графствах Лідс і Ґренвілл на річці Рідо. Він розташований на південь від Оттави в національному столичному регіоні Канади. Назва походить від імені барона Ґренвілла.
Він був заснований 1 січня 1998 року шляхом об'єднання міст Оксфорд-он-Рідо, Саут-Гауер та міста Кемптвілл. У 2003 році рішенням муніципальної ради було прийнято статус «муніципалітет».
Найбільшою громадою в Північному Ґренвіллі є Кемптвілл, населення якого за переписом 2016 року становило 3911 осіб, порівняно з 3620 за даними перепису населення Канади 2011 року. Він розташований на річці Кемптвілл-Крік (історично південна притока річки Рідо) приблизно 56 км на південь від Оттави. Кемптвілл лежить посередині між передмістям Оттави та міжнародним мостом Огденсбург–Прескотт уздовж шосе 416 .

## Спільноти
Муніципалітет складається з громад Актоус-Корнерс, Беделл, Бішопс-Міллс, Берріттс-Рапідс (найстарша громада на річці Рідо), Іст-Оксфорд, Гекстон, Гатчінс-Корнерс, Кемптвілл, МакРейнольдс, Мілларс-Корнерс, Маунтін, Ньюменвілл, Оксфорд-Міллс, Оксфорд-Стейшен, Паттерсонс-Корнерс, Пелтонс-Корнерс, Сабурінс-Кроссінґ, Схіпавілл, Сван-Кроссінґ і Ван-Алленс. Адміністративні офіси муніципалітету знаходяться в Кемптвіллі.

## Зовнішні посилання
- Офіційний сайт